# 国鉄ホラ100形貨車
国鉄ホラ100形貨車（こくてつホラ100がたかしゃ）は、かつて日本国有鉄道（国鉄）に在籍したホッパ車である。

## 概要
本形式は、1969年（昭和44年）から1970年（昭和45年）にかけて、セラ1形を改造し39両（ホラ100 - ホラ138）が製造された。
改造内容は、新製した積込口付き屋根を取り付けたことにある。このため、車体上部を切断し、その上に取り付けた。
番台により専用種別が異なり100番台は生石灰用、500番台は珪砂用であった。
国鉄貨車で「ホラ」（積載重量 17t - 19t のホッパ車）を名のる形式は本形式のみで、私有貨車を含めても他にホラ1形があるのみである。
高速化不適格車とされて、速度指定65km/hの「ロ」車となり記号は「ロホラ」と標記され、識別のため黄色（黄1号）の帯を巻いた。
広島鉄道管理局厚狭駅を常備駅として、美祢駅 - 西八幡駅間にて運用された。
荷役方式は上入れ・底開き式下出しである。
全長は6,300mm、全幅は2,557mm、全高は3,210mm、軸距は3,600mmまたは3,264mm、実容積は17.8m3、自重は9.7tで、換算両数は積車2.6、空車1.0である。
1983年（昭和58年）に、最後まで在籍した車が廃車となり形式消滅した。

### 500番台車
500番台は、1969年（昭和44年）から1972年（昭和47年）にかけて、セラ1形を改造し20両（ホラ500 - ホラ519）が製造された。
改造内容は、100番台と同じで新製した積込口付き屋根を取り付けたことにあるが、この屋根の形状が100番台車とは大きく異なるため、番台区分された。
門司鉄道管理局豊前川崎駅を常備駅として、豊前川崎駅 - 二島駅間にて運用された。
寸法値は100番台と同寸法であるが、前述の屋根が異なるため、全高のみ3,264mmと異なっていた。